# 波馬塔區
波馬塔區（西班牙語：Distrito de Pomata），是秘魯的一個區，位於該國東南部普諾大區的丘奎托省，面積382.58平方公里，海拔高度3,876米，2007年人口17,787，人口密度每平方公里46人。